# Ferenc Csepreghy
Ferenc Csepreghy (Szálka, 15 agosto 1842 – Görbersdorf, 6 febbraio 1880) è stato un commediografo ungherese.

## Biografia

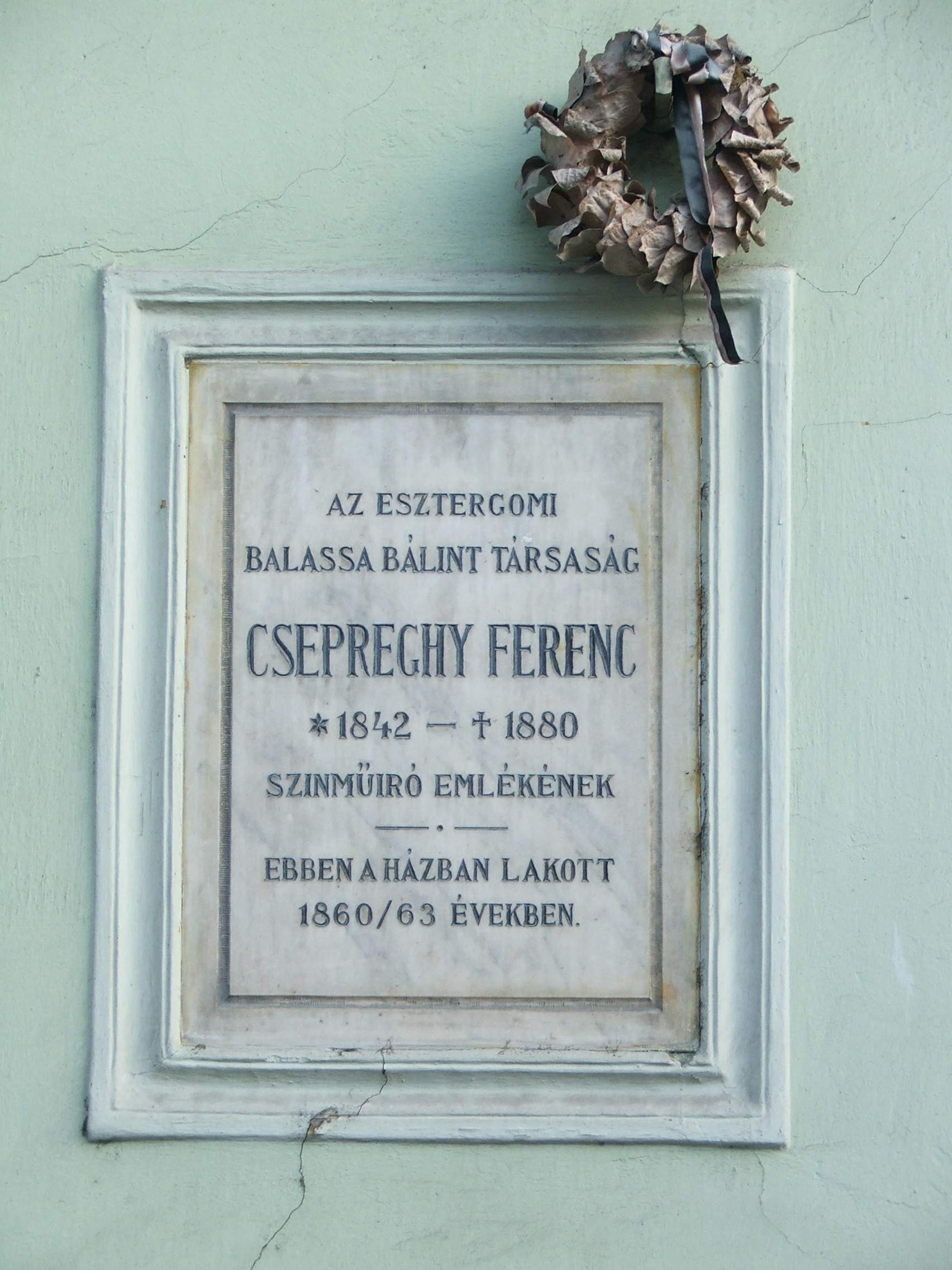
Targa commemorativa di Csepreghy a Esztergom

Csepreghy Iniziò a lavorare come falegname e si avvicinò al teatro come filodrammatico, diventando uno degli autori più spesso rappresentato negli ultimi decenni dell'Ottocento.
Dopo i primi lavori giovanili di esordio, ottenne il suo primo vero successo nel 1875 con la commedia in 5 atti intitolata Diluvio (Vizözön, 1875), di tono satirico ed antireligioso, ma di ottima tecnica scenica.
Con le sue commedie popolaresche (in ungherese népszinmü) quali Il puledro sauro (Sárga csikó, 1877) e Il borsellino rosso (Piros bugyelláris, 1878), si ispirò a József Szigeti e a Ede Szigligeti, iniziatori e creatori di questo genere teatrale, un po' ibrido per il suo pseudo-folclorismo, ma popolarissimo presso i contemporanei per il suo romanticismo idillico e l'esaltazione del mondo rurale e del contadino come eroe nazionale.
Per alcuni decenni questi drammi tenevano il posto d'onore nei cartelloni dei teatri popolari e venivano tradotti anche in numerose lingue straniere.
Il segreto del suo grande successo fu quello di aver coniugato e miscelato la tematica e la struttura dei drammi polizieschi occidentali all'ambiente contadino ungherese e di aver fatto del contadino un personaggio psicologicamente più complicato.
Un altro campo pieno di successi e soddisfazioni per Csepreghy fu la sceneggiatura spettacolare e molto movimentata di alcuni famosi romanzi d'avventure, come per esempio quelli di Jules Verne.

## Opere
- Diluvio (Vizözön, 1875);
- Il puledro sauro (Sárga csikó, 1877);
- Il borsellino rosso (Piros bugyelláris, 1878).